# 나스카라스야마시
나스카라스야마시(일본어: 那須烏山市)는 일본 도치기현 동부에 있는 시이다. 인구는 약 3만 명으로 도치기현 동부 지역의 정치, 경제, 행정 거점 도시이다. 나카가와 현립 자연공원에 위치하고 나카강과 아라카와강의 깨끗한 물과 야미조 산지에 속하는 자연이 풍부한 사토야마산이 만들어내는 경관이 뛰어나다. 2005년 10월 1일에 나스군 가라스야마정과 미나미나스정의 신설 합병으로 성립했다.

## 역사
- 1871년 8월 29일 - 폐번치현으로 가라스야마번은 폐번이 되었고 잠시 가라스야마현이 되었다가 동년 12월 25일에 우쓰노미야현에 편입되었다.
- 1889년 4월 1일 - 정촌제 시행으로 나스군 가라스야마정, 무카다촌, 사카이촌, 나나고촌이 성립하였다.
- 1923년 - 일본국유철도 가라스야마선(현 JR 가라스야마선)이 개통하였다.
- 1954년 3월 31일 - 가라스야마정, 사카이촌, 무카다촌, 나나고촌이 합병해 새 가라스야마정이 성립하였다.
- 1954년 6월 1일 - 시모에가와촌과 아라카와촌이 합병해 미나미나스촌이 되었다.
- 1971년 9월 1일 - 미나미나스촌이 정으로 승격해 미나미나스정이 되었다.
- 2005년 10월 1일 - 나스군 가라스야마정과 미나미나스정의 신설 합병으로 나스가라스야마시가 성립하였다.

## 지리
현청 소재지인 우쓰노미야시에서 북동쪽으로 약 32km 떨어져 있고 JR 열차로 약 1시간 거리이다. 엔나 구릉의 남단에 위치하고 야미조 산지의 구릉지와 동쪽으로 접하며 시 중앙부에 나카강이 흐른다.

### 인접한 지자체
- 도치기현
  - 사쿠라시
  - 나스군 나카가와정
  - 시오야군 다카네자와정
  - 하가군 이치카이정, 모테기정

- 이바라키현
  - 히타치오미야시

### 기후
| 나스카라스야마시의 기후                                      | 나스카라스야마시의 기후 | 나스카라스야마시의 기후 | 나스카라스야마시의 기후 | 나스카라스야마시의 기후 | 나스카라스야마시의 기후 | 나스카라스야마시의 기후 | 나스카라스야마시의 기후 | 나스카라스야마시의 기후 | 나스카라스야마시의 기후 | 나스카라스야마시의 기후 | 나스카라스야마시의 기후 | 나스카라스야마시의 기후 | 나스카라스야마시의 기후 |
| 월                                                           | 1월                     | 2월                     | 3월                     | 4월                     | 5월                     | 6월                     | 7월                     | 8월                     | 9월                     | 10월                    | 11월                    | 12월                    | 연간                    |
| ------------------------------------------------------------ | ----------------------- | ----------------------- | ----------------------- | ----------------------- | ----------------------- | ----------------------- | ----------------------- | ----------------------- | ----------------------- | ----------------------- | ----------------------- | ----------------------- | ----------------------- |
| 역대 최고 기온 °C (°F)                                       | 17.2 (63.0)             | 21.5 (70.7)             | 25.5 (77.9)             | 30.3 (86.5)             | 33.1 (91.6)             | 36.3 (97.3)             | 37.3 (99.1)             | 37.6 (99.7)             | 35.2 (95.4)             | 32.3 (90.1)             | 24.3 (75.7)             | 20.3 (68.5)             | 37.6 (99.7)             |
| 일평균 최고 기온 °C (°F)                                     | 8.6 (47.5)              | 9.4 (48.9)              | 13.2 (55.8)             | 18.2 (64.8)             | 23.7 (74.7)             | 25.8 (78.4)             | 29.4 (84.9)             | 30.9 (87.6)             | 27.2 (81.0)             | 21.5 (70.7)             | 16.0 (60.8)             | 10.7 (51.3)             | 19.5 (67.2)             |
| 일일 평균 기온 °C (°F)                                       | 0.9 (33.6)              | 2.5 (36.5)              | 6.4 (43.5)              | 11.3 (52.3)             | 17.2 (63.0)             | 20.6 (69.1)             | 24.4 (75.9)             | 25.4 (77.7)             | 21.5 (70.7)             | 15.6 (60.1)             | 9.1 (48.4)              | 3.4 (38.1)              | 13.2 (55.7)             |
| 일평균 최저 기온 °C (°F)                                     | −5.4 (22.3)             | −3.7 (25.3)             | −0.1 (31.8)             | 4.7 (40.5)              | 11.3 (52.3)             | 16.4 (61.5)             | 20.8 (69.4)             | 21.5 (70.7)             | 17.5 (63.5)             | 10.9 (51.6)             | 3.4 (38.1)              | −2.4 (27.7)             | 7.9 (46.2)              |
| 역대 최저 기온 °C (°F)                                       | −12.3 (9.9)             | −11.0 (12.2)            | −7.6 (18.3)             | −5.7 (21.7)             | 0.6 (33.1)              | 7.0 (44.6)              | 12.8 (55.0)             | 11.7 (53.1)             | 7.6 (45.7)              | 0.7 (33.3)              | −4.0 (24.8)             | −9.0 (15.8)             | −12.3 (9.9)             |
| 평균 강수량 mm (인치)                                        | 32.7 (1.29)             | 47.3 (1.86)             | 91.3 (3.59)             | 138.5 (5.45)            | 128.0 (5.04)            | 169.3 (6.67)            | 180.9 (7.12)            | 154.7 (6.09)            | 188.8 (7.43)            | 171.9 (6.77)            | 69.5 (2.74)             | 47.7 (1.88)             | 1,436.3 (56.55)         |
| 평균 강수일수 (≥ 1.0 mm)                                     | 3.5                     | 5.6                     | 8.2                     | 9.8                     | 9.5                     | 12.3                    | 13.2                    | 10.5                    | 11.0                    | 9.3                     | 6.3                     | 4.8                     | 104                     |
| 평균 월간 일조시간                                           | 220.0                   | 185.4                   | 196.7                   | 192.4                   | 203.4                   | 138.3                   | 135.6                   | 169.0                   | 140.1                   | 144.0                   | 159.8                   | 187.2                   | 2,086.8                 |
| 출처: 일본 기상청 (평년값: 2009년~2020년, 극값: 2009년~현재) |                         |                         |                         |                         |                         |                         |                         |                         |                         |                         |                         |                         |                         |

## 교통

### 철도
- 동일본 여객철도 가라스야마선

### 도로
- 국도 제293호선
- 국도 제294호선

## 인구
| 연도 | 인구   | ±%     |
| ---- | ------ | ------ |
| 1960 | 39,046 | —      |
| 1970 | 33,539 | −14.1% |
| 1980 | 33,562 | +0.1%  |
| 1990 | 33,699 | +0.4%  |
| 2000 | 32,790 | −2.7%  |
| 2010 | 29,177 | −11.0% |